# Gelis recens
Gelis recens là một loài tò vò trong họ Ichneumonidae.